# Ізобул
Ізо́бул (кат. Isòvol, вимова літературною каталанською [i'zɔβuɫ]) — муніципалітет, розташований в Автономній області Каталонія, в Іспанії. Код муніципалітету за номенклатурою Інституту статистики Каталонії — 170849. Знаходиться у районі (кумарці) Башя-Сарданья (коди району — 15 та CD) провінції Жирона, згідно з новою адміністративною реформою перебуватиме у складі баґарії (округи) Ал-Пірінеу і Баль-д'Аран.

## Назва муніципалітету
Назва муніципалітету походить від дороманського Iz-, значення якого невідоме.

## Населення
Населення міста (у 2007 р.) становить 268 осіб (з них менше 14 років — 8,2%, від 15 до 64 — 70,9%, понад 65 років — 20,9%). У 2006 р. народжуваність склала 2 особи, смертність — 3 особи, зареєстровано 0 шлюбів. У 2001 р. активне населення становило 97 осіб, з них безробітних — 3 особи.
Серед осіб, які проживали на території міста у 2001 р., 175 народилися в Каталонії (з них 107 осіб у тому самому районі, або кумарці), 10 осіб приїхало з інших областей Іспанії, а 4 особи приїхали з-за кордону. 
Вищу освіту має 10,4% усього населення. 
У 2001 р. нараховувалося 77 домогосподарств (з них 37,7% складалися з однієї особи, 20,8% з двох осіб,15,6% з 3 осіб, 11,7% з 4 осіб, 13,0% з 5 осіб, 1,3% з 6 осіб, 0,0% з 7 осіб, 0,0% з 8 осіб і 0,0% з 9 і більше осіб).
Активне населення міста у 2001 р. працювало у таких сферах діяльності : у сільському господарстві — 21,3%, у промисловості — 18,1%, на будівництві — 8,5% і у сфері обслуговування — 52,1%. 
У муніципалітеті або у власному районі (кумарці) працює 98 осіб, поза районом — 16 осіб.

### Безробіття
У 2007 р. нараховувалося 2 безробітних (у 2006 р. — 1 безробітний), з них чоловіки становили 100,0%, а жінки — 0,0%.

## Економіка

### Підприємства міста

#### Промислові підприємства
| \| Промислові підприємства міста, за сферою діяльності \| Промислові підприємства міста, за сферою діяльності \| Промислові підприємства міста, за сферою діяльності \| \| Рік \| 2002 р. \| 2001 р. \| \| --------------------------------------------------- \| --------------------------------------------------- \| --------------------------------------------------- \| \| Енергетичні та водні ресурси \| 50,0% \| 50,0% \| \| Хімія та метали \| 0,0% \| 0,0% \| \| Переробка металів \| 50,0% \| 50,0% \| \| Продукти харчування \| 0,0% \| 0,0% \| \| Текстиль \| 0,0% \| 0,0% \| \| Виробництво меблів, видання \| 0,0% \| 0,0% \| \| Інше \| 0,0% \| 0,0% \| \| Усього підприємств \| 2 \| 2 \| |         |         |
| Промислові підприємства міста, за сферою діяльності |         |         |
| Рік | 2002 р. | 2001 р. |
| Енергетичні та водні ресурси | 50,0%   | 50,0%   |
| Хімія та метали | 0,0%    | 0,0%    |
| Переробка металів | 50,0%   | 50,0%   |
| Продукти харчування | 0,0%    | 0,0%    |
| Текстиль | 0,0%    | 0,0%    |
| Виробництво меблів, видання | 0,0%    | 0,0%    |
| Інше | 0,0%    | 0,0%    |
| Усього підприємств | 2       | 2       |

#### Сфера послуг
| \| Підприємства міста, що працюють у сфері послуг, за діяльністю \| Підприємства міста, що працюють у сфері послуг, за діяльністю \| Підприємства міста, що працюють у сфері послуг, за діяльністю \| \| Рік \| 2002 р. \| 2001 р. \| \| ------------------------------------------------------------- \| ------------------------------------------------------------- \| ------------------------------------------------------------- \| \| Гуртова торгівля \| 0,0% \| 0,0% \| \| Готелі та готельний бізнес \| 18,2% \| 11,1% \| \| Транспорт та зв'язок \| 18,2% \| 22,2% \| \| Посередницькі фінансові послуги \| 0,0% \| 0,0% \| \| Послуги підприємствам \| 0,0% \| 0,0% \| \| Послуги фізичним особам \| 18,2% \| 11,1% \| \| Нерухомість та ін. \| 45,5% \| 55,6% \| \| Усього підприємств \| 11 \| 9 \| |         |         |
| Підприємства міста, що працюють у сфері послуг, за діяльністю |         |         |
| Рік | 2002 р. | 2001 р. |
| Гуртова торгівля | 0,0%    | 0,0%    |
| Готелі та готельний бізнес | 18,2%   | 11,1%   |
| Транспорт та зв'язок | 18,2%   | 22,2%   |
| Посередницькі фінансові послуги | 0,0%    | 0,0%    |
| Послуги підприємствам | 0,0%    | 0,0%    |
| Послуги фізичним особам | 18,2%   | 11,1%   |
| Нерухомість та ін. | 45,5%   | 55,6%   |
| Усього підприємств | 11      | 9       |

## Житловий фонд
У 2001 р. 7,8% усіх родин (домогосподарств) мали житло метражем до 59 м², 39,0% — від 60 до 89 м², 26,0% — від 90 до 119 м² і 27,3% — понад 120 м².
З усіх будівель у 2001 р. 27,3% було одноповерховими, 57,6% — двоповерховими, 15,2% — триповерховими, 0,0% — чотириповерховими та більше поверхами.

## Автопарк
| \| Автомобілі, зареєстровані у місті, за призначенням \| Автомобілі, зареєстровані у місті, за призначенням \| Автомобілі, зареєстровані у місті, за призначенням \| \| Рік \| 2006 р. \| 2005 р. \| \| -------------------------------------------------- \| -------------------------------------------------- \| -------------------------------------------------- \| \| Приватні автомобілі \| 50,0% \| 53,2% \| \| Мотоцикли \| 16,6% \| 16,2% \| \| Вантажівки \| 25,3% \| 24,1% \| \| Трактори \| 1,0% \| 1,1% \| \| Автобуси та ін. \| 7,1% \| 5,4% \| \| Усього автомобілів \| 296 шт. \| 278 шт. \| |         |         |
| Автомобілі, зареєстровані у місті, за призначенням |         |         |
| Рік | 2006 р. | 2005 р. |
| Приватні автомобілі | 50,0%   | 53,2%   |
| Мотоцикли | 16,6%   | 16,2%   |
| Вантажівки | 25,3%   | 24,1%   |
| Трактори | 1,0%    | 1,1%    |
| Автобуси та ін. | 7,1%    | 5,4%    |
| Усього автомобілів | 296 шт. | 278 шт. |

## Вживання каталанської мови
У 2001 р. каталанську мову у місті розуміли 97,9% усього населення (у 1996 р. — 100,0%), вміли говорити нею 86,7% (у 1996 р. — 97,8%), вміли читати 81,9% (у 1996 р. — 95,7%), вміли писати 75,0% (у 1996 р. — 60,2%). Не розуміли каталанської мови 2,1%.

## Політичні уподобання
У виборах до Парламенту Каталонії у 2006 р. взяло участь 143 особи (у 2003 р. — 133 особи). Голоси за політичні сили розподілилися таким чином:
| \| Вибори до Парламенту Каталонії \| Вибори до Парламенту Каталонії \| Вибори до Парламенту Каталонії \| \| Рік \| 2006 р. \| 2003 р. \| \| -------------------------------------- \| ------------------------------ \| ------------------------------ \| \| Конвергенція та Єднання (CiU) \| 63,6% \| 68,4% \| \| Соціалістична партія Каталонії (PSC) \| 7,0% \| 11,3% \| \| Народна партія (PP) \| 2,1% \| 2,3% \| \| Ініціатива за Каталонію — Зелені (ICV) \| 2,1% \| 0,0% \| \| Республіканська лівиця Каталонії (ERC) \| 23,8% \| 17,3% \| \| Громадяни — Громадянська партія (C's) \| 0,7% \| 0,0% \| \| Інші \| 0,7% \| 0,8% \| |         |         |
| Вибори до Парламенту Каталонії |         |         |
| Рік | 2006 р. | 2003 р. |
| Конвергенція та Єднання (CiU) | 63,6%   | 68,4%   |
| Соціалістична партія Каталонії (PSC) | 7,0%    | 11,3%   |
| Народна партія (PP) | 2,1%    | 2,3%    |
| Ініціатива за Каталонію — Зелені (ICV) | 2,1%    | 0,0%    |
| Республіканська лівиця Каталонії (ERC) | 23,8%   | 17,3%   |
| Громадяни — Громадянська партія (C's) | 0,7%    | 0,0%    |
| Інші | 0,7%    | 0,8%    |

У муніципальних виборах у 2007 р. взяло участь 176 осіб (у 2003 р. — 0 осіб). Голоси за політичні сили розподілилися таким чином:
| \| Муніципальні вибори \| Муніципальні вибори \| Муніципальні вибори \| \| Рік \| 2007 р. \| 2003 р. \| \| -------------------------------------- \| ------------------- \| ------------------- \| \| Конвергенція та Єднання (CiU) \| 15,3% \| -% \| \| Соціалістична партія Каталонії (PSC) \| 36,9% \| -% \| \| Народна партія (PP) \| 0,0% \| -% \| \| Ініціатива за Каталонію — Зелені (ICV) \| 0,0% \| -% \| \| Республіканська лівиця Каталонії (ERC) \| 47,7% \| -% \| \| Громадяни — Громадянська партія (C's) \| 0% \| 0% \| \| Інші \| 0,0% \| -% \| |         |         |
| Муніципальні вибори |         |         |
| Рік | 2007 р. | 2003 р. |
| Конвергенція та Єднання (CiU) | 15,3%   | -%      |
| Соціалістична партія Каталонії (PSC) | 36,9%   | -%      |
| Народна партія (PP) | 0,0%    | -%      |
| Ініціатива за Каталонію — Зелені (ICV) | 0,0%    | -%      |
| Республіканська лівиця Каталонії (ERC) | 47,7%   | -%      |
| Громадяни — Громадянська партія (C's) | 0%      | 0%      |
| Інші | 0,0%    | -%      |